# Sneeuwploeg

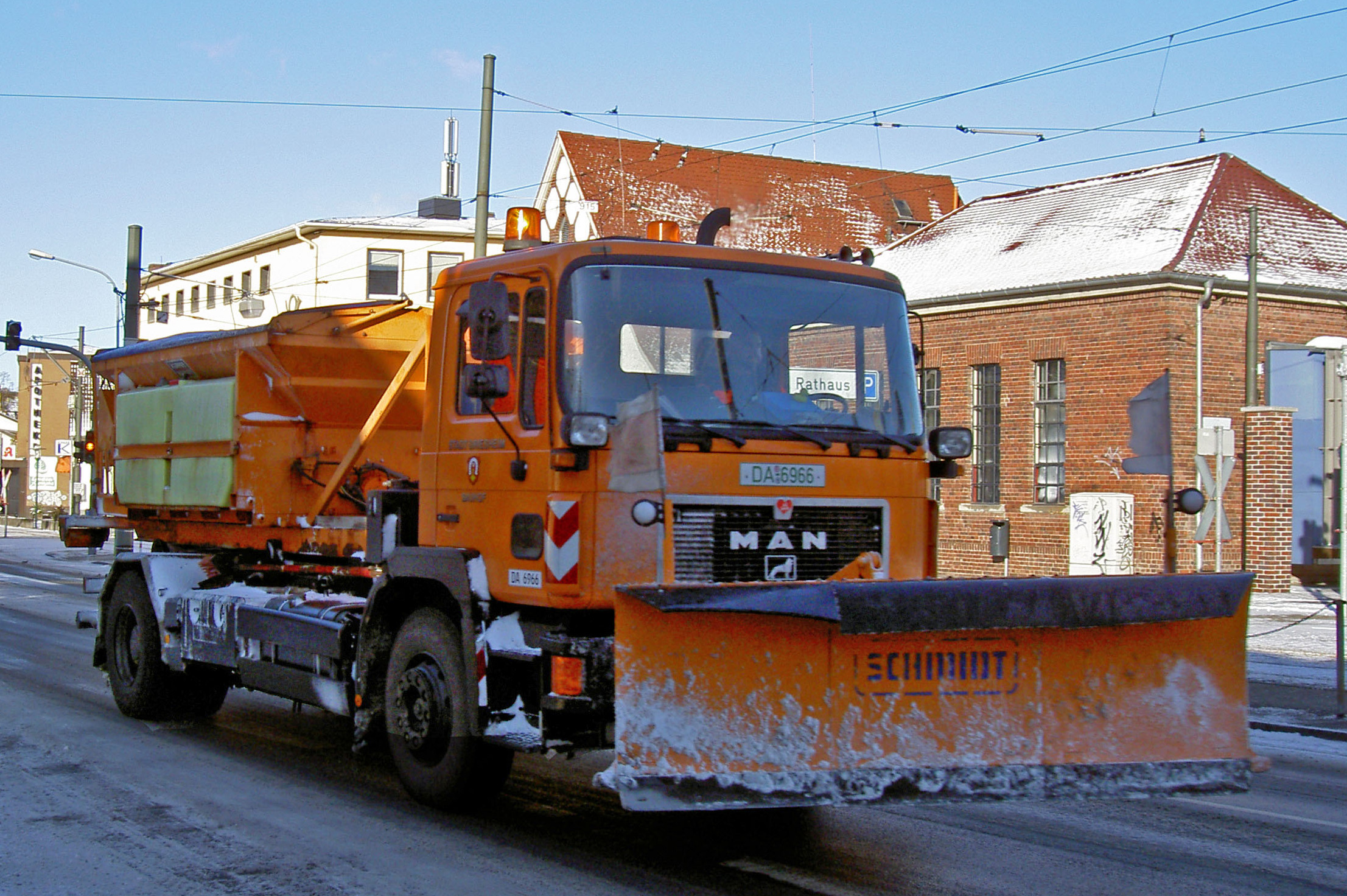
Een sneeuwploeg op een vrachtwagen

Een sneeuwploeg is een hulpmiddel voor het verplaatsen van sneeuw op wegen of spoorwegen. Een sneeuwploeg wordt gemonteerd op een voertuig zoals een vrachtwagen, tractor, tram of trein. Bij de spoorwegen wordt echter meestal van een veel efficiëntere sneeuwfrees gebruikgemaakt.
Doorgaans bestaat een sneeuwploeg uit een gebogen blad dat haaks of onder een hoek van minder dan 90° op de rijrichting staat. Door deze opstelling wordt bij een voorwaartse beweging de sneeuw opzij geschoven naar de zijkant van de weg. Door de gebogen vorm wordt voorkomen dat sneeuw te hoog ophoopt waardoor het voertuig vast kan komen te zitten of beschadigd raakt. Daarnaast geeft de gebogen vorm meer sterkte en maakt het een hogere snelheid mogelijk.